# Heřmánek terčovitý

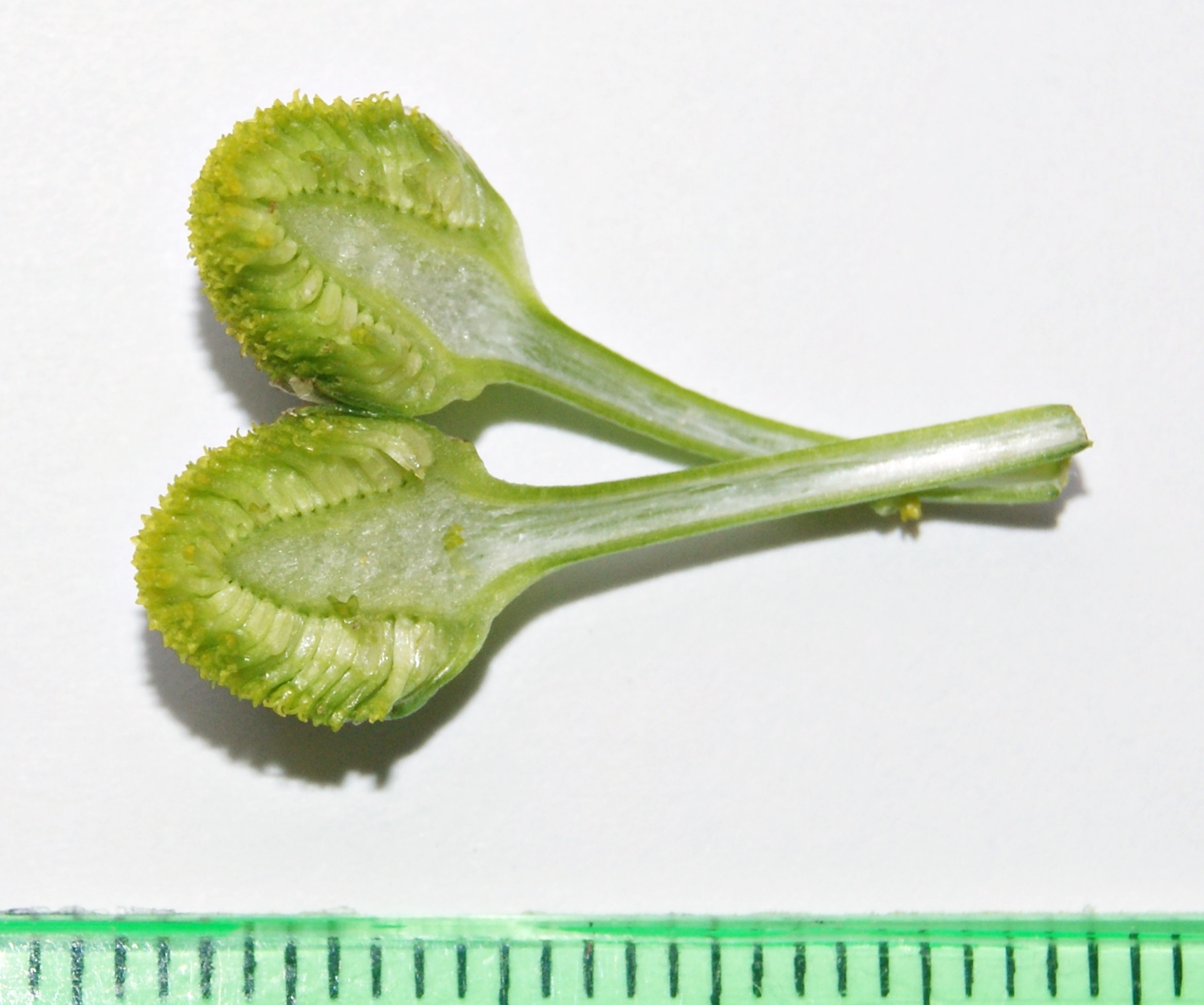
Rozpůlený úbor heřmánku terčovitého

Heřmánek terčovitý (Matricaria discoidea) je léčivá bylina z čeledi hvězdnicovitých. Pochází z východní Asie, v Česku hojně roste jako zdomácnělý.

## Popis
Heřmánek terčovitý je jednoletá nebo ozimá bylina s přímou lodyhou, dorůstající výšky 5 až 40 cm. Lodyha je hustě olistěná a často již od báze větvená. Listy jsou 2-3x peřenosečné, tvořené čárkovitými úzkými úkrojky. Úbory jsou krátce stopkaté, na rozdíl od heřmánku pravého jsou tvořeny pouze zelenožlutými trubkovitými květy a chybějí v nich bílé jazykovité květy. Nažky jsou 1,2 až 1,5 mm dlouhé.

## Rozšíření
Heřmánek terčovitý se řadí mezi neofyty, tedy mezi rostliny zdomácnělé v celkem nedávné době. Pochází pravděpodobně z východní Asie, v současnosti je rozšířen v téměř celém mírném pásu severní polokoule. Na českém území byl poprvé zaznamenán v roce 1853, dnes je již zcela zdomácnělý. Vyskytuje se od nížin do hor a je zavlékán i do vyšších poloh. Nejčastěji roste na sešlapávaných plochách, podél cest, na rumištích a jako plevel na polích i zahradách, zejména na ulehlých a málo humózních půdách.

## Možnost záměny
Heřmánek terčovitý může být zaměňován s heřmánkem pravým (Matricaria chamomilla) nebo rmenem rolním (Anthemis arvensis). Na rozdíl od heřmánku pravého postrádá jazykové květy a má silnější ananasovou vůni. Květní lůžko je duté, což je další společný znak s heřmánkem pravým.

## Využití
Rostlina obsahuje silice, zejména bisabolol a jeho deriváty, které mají protizánětlivé a antiseptické účinky. V lidovém léčitelství se květy používají podobně jako u heřmánku pravého – zejména ve formě nálevů nebo koupelí při podráždění pokožky či trávicích potížích. Často se využívá i pro svoji výraznou vůni. Dříve byl využíván i domorodými obyvateli Severní Ameriky k přípravě léčivého čaje.

## Pěstování
Heřmánek terčovitý se snadno šíří samovýsevem. Vyhovují mu slunná stanoviště a propustná půda, nejlépe na narušených plochách. Je vhodný pro přírodní zahrady nebo jako aromatická „chodníková“ rostlina. Nenáročný na péči.

## Ekologické interakce
Nažky heřmánku terčovitého jsou lepkavé a šíří se mj. na srsti zvířat.